# البيان والتذكار في علم مسائل الغبار
البيان والتذكار في علم مسائل الغبار. هو كتاب لأبو بكر الحصار في الرياضيات، ويعرف الكتاب أيضاً ب"الكتاب الصغير"،استخدم الحصار في كتابه عدة طرق لإيجاد القيم التقريبية للجذر التربيعي.
يتألف الكتاب من قسمين: يتضمن القسم الأول عشرة أبواب تعالج مراتب العدد وأسماءه، وصور الغبار وتصرّفه على منازل العدد، وفي ضرب الأعداد وتسميتها وجمعها وطرحها وقسمتها وجذرها، ويضمّ القسم الثاني أحد عشر باباً في أسماء الكسور وضربها وتصريفها وجمعها وطرحها وقسمتها وجبرها وحطّها, وفي استخراج جذور الأعداد والكسور، وفي الجمع على توالي الأعداد ومربعاتها ومكّعباتها، وفي تضعيف بيوت الشطرنج.

## مصدر
1. 1 2  البحوث | الموسوعة العربية نسخة محفوظة 04 مارس 2016 على موقع واي باك مشين.